# Îles Australes
Cet article possède un paronyme, voir Terres australes.
Les îles Australes constituent un archipel d'une superficie totale d'environ 152 km2 situé dans la partie la plus méridionale de la Polynésie française dans le nord-ouest de l'océan Pacifique sud. S'étendant sur une longueur de 1 317 km, l'archipel est distant de Papeete (archipel de la Société) de 573 km pour l'île la plus proche (Rurutu) et de 1 301 km pour la plus éloignée (Marotiri). Les plus occidentales des îles sont au sud de Tahiti, les plus orientales au sud-sud-est. L'archipel est parfois nommé îles Tubuai du nom de son île la plus étendue.

## Géographie
Les îles Australes sont composées d'un groupe de cinq îles hautes principales, et de deux groupes de quatre îles ou îlots :
- Tubuai, 45 km2, centre administratif des Australes
- Rurutu, 36 km2
- Rimatara, 8 km2
- Raivavae, 16 km2
- Rapa, 40 km2, parfois appelée « Rapa Iti » pour la distinguer de « Rapa Nui », l'île de Pâques.
- l'atoll des îles Maria, 1,3 km2
- Marotiri ou îlots de Bass, 0,04 km2

La carte ci-dessous montre la localisation des différentes îles Australes :
| Îles Maria Rimatara Rurutu Tubuai Raivavae Rapa Marotiri |

Les Australes (en bas et en rouge) sur la carte de la Polynésie française

L'archipel est constitué en 2012 de cinq communes indépendantes :
- Rurutu regroupant 2 325 habitants
- Tubuai regroupant 2 050 habitants
- Raivavae regroupant 905 habitants
- Rimatara regroupant 785 habitants
- Rapa regroupant 482 habitants

## Histoire

### Peuplement polynésien
L'archipel des Australes ne se serait peuplé que relativement tard en comparaison avec les autres archipels de la Polynésie française. Ce n'est vraisemblablement qu'au XIe siècle voire au XIVe siècle que les îles auraient accueilli leurs premiers habitants, très certainement originaires de Tahiti, peuplé bien avant. Il n'y a jamais cependant eu de véritable fouille archéologique qui ait été entreprise sur ce sujet.

### Premiers contacts avec les Européens
James Cook est le premier Européen à mentionner une des îles Australes lors de son premier voyage dans le Pacifique. Il aborde l'île de Rurutu le 13 août 1769, qu'il dénomme alors Oteroah. Il tente d'accoster en envoyant une baleinière qui ne peut cependant toucher terre à cause de l'hostilité des habitants. Le naturaliste à bord du bateau note la qualité des embarcations et des armes utilisés par les insulaires. Lors de son troisième et dernier voyage, James Cook découvre l'île de Tubuai le 8 août 1777. Il n'accoste pas mais les insulaires viennent à sa rencontre. Il remarque alors des similitudes dans le langage avec le tahitien. Il note par ailleurs l'avantage que présente l'île pour des navires de passage en voyant une végétation dense mais précise toutefois qu'une large barrière de corail la rend inapte au mouillage. C'est cette caractéristique qui motivera le choix des mutins du HMS Bounty de s'y réfugier.
Le premier Européen à aborder Raivavae fut le navigateur espagnol Tomás Gayangos en 1775. Cependant, l'île reste très à l'écart des routes maritimes et reçoit très peu de navires. Rapa fut ensuite abordée par George Vancouver le 22 décembre 1791 ; l'île est alors appelée Oparo. La langue de Rapa est le nom généralement donné, à tort, aux différentes langues australes qui en diffèrent sensiblement. Marotiri est visitée pour la première fois par le Britannique George Bass, vraisemblablement en 1800, d'où l'appellation d'îlots de Bass. Les Européens ne découvrent Rimatara que tardivement : en 1811, le pasteur Henry, capitaine d'une goélette venant de Tahiti, aborde l'île. Le premier navire occidental à aborder les îles Maria est, en 1824, la baleinière américaine Maria commandée par George Worth Gardner (en). Un autre navigateur, Jacques-Antoine Moerenhout, ignorant la découverte de ces îles, la revendiqua en 1829 en leur donnant son nom.

### Colonisation française

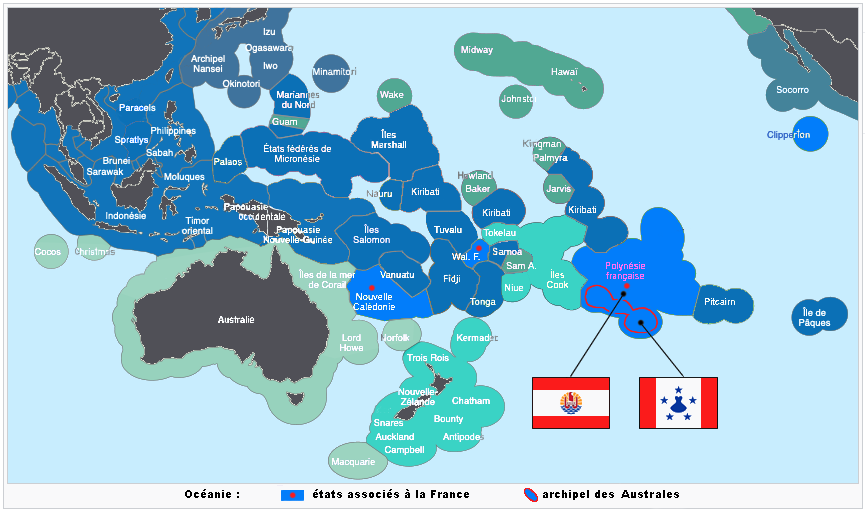
Position des îles Australes en Polynésie française et en Océanie, avec les drapeaux.

Jusqu'à la fin des années 1880, les îles Australes restent indépendantes des puissances européennes de la région. Progressivement, la France prend le contrôle de l'archipel, notamment pour contrer l'Angleterre, également intéressée par ces îles. Cependant, pour Tamatoa Bambridge, « [on ne peut] pas considérer les îles de l'archipel des Australes comme un ensemble cohérent du point de vue de l'influence étatique française ». En effet, les protectorats français s'étendent sur plus de cinquante ans, de 1842 à 1889 et certaines îles restent longtemps indépendantes tandis que d'autres entrent très rapidement dans le giron français.
Dès 1842, Tubuai et Raivavae passent sous protectorat français. En effet, elles sont dans la sphère d'influence de Tahiti. Ces deux îles sont annexées en 1880. En 1867, la France établit un protectorat sur Rapa, qu'elle annexe quatorze ans plus tard en 1881. Les dernières îles contrôlées par la France sont Rurutu et Rimatara qui sont en 1889 placées sous protectorat français ; l'annexion française de Rurutu est effective en 1900 ; celle de Rimatara en 1900 ou 1901.
Les îles Australes forment alors l'un des cinq secteurs administratifs des Établissements français de l'Océanie (EFO).
L'île de Rurutu connaît un solde migratoire positif depuis le début des années 2020.

## Population
Prises dans leur intégralité, les Îles Australes ont un solde migratoire négatif, représentant 2,6 % de la population polynésienne. Ce pourcentage est le plus faible de Polynésie, « malgré les dispositifs incitatifs mis en place par le Pays » pour que les habitants puissent rester dans leur archipel. Pour la période 2017-2022, les Australes ont un taux d’évolution négatif de leur population : -5,3 %.

## Art et culture
Les traces de culture originaire des îles Australes sont assez nombreuses et les œuvres d'art qui y ont été produites ont souvent été expatriées dans les musées des pays occidentaux. En effet, les vaisseaux de passage y ont reçu de nombreuses offrandes mais ont également pillé certains sites des îles, notamment les missionnaires de la London Missionary Society, soucieux de faire disparaître toute trace d'ancien culte. Les marae, lieux de culte polynésien, ont ainsi été fouillés et ont progressivement disparus. À Raivavae par exemple, sur soixante-deux marae présents au début du XXe siècle, il n'en reste que vingt-trois visibles actuellement.
La plus connue des œuvres d'art subtilisées aux îles Australes est très certainement la sculpture du Dieu A'a, découverte à Rurutu et actuellement exposée au British Museum de Londres. Il en existe une reproduction sur l’île. Elle est composée de trente petites figures sculptées sur son corps ; son dos comportait une cavité qui pouvait accueillir vingt-quatre petites autres sculptures qui ont cependant été détruites en 1822.
Les îles Australes sont aussi connues pour leurs grands tambours verticaux ou « pahu », faits en bois de tamanu, souvent ornés de figures humaines qui accueillirent bien souvent les explorateurs ou missionnaires chrétiens.
De nombreuses autres figures sculptées dans le bois ou même dans la pierre pour les marae, des chasse-mouches en bois sculpté généralement avec des figures anthropomorphes, parfois même avec des manches en ivoire, de grande cuillères décorées ainsi que des bols très décorés ont été retrouvés dans l'archipel. Globalement, ces œuvres sont ornées très finement avec une grande complexité et souvent avec des figures anthropomorphes.
D’autres objets servant à habiller les personnes ou personnalités des îles ont été découverts, telles des coiffures élaborées ainsi que de grandes couronnes et colliers de cheveux ou de plumes avec des pendentifs en coquillage ou en ivoire.
Se pose ainsi la question de la Restitution des biens culturels, à l'instar des réflexions qui sont menées par exemple sur la restitution des biens culturels du Bénin par la France.

## Langues
Les habitants polynésiens de l'archipel parlent les langues australes qui sont des langues polynésiennes en usage sur quatre des cinq îles des Australes. De manière notable, le rapa, ou oparo, est la variante parlée à Rapa Iti.

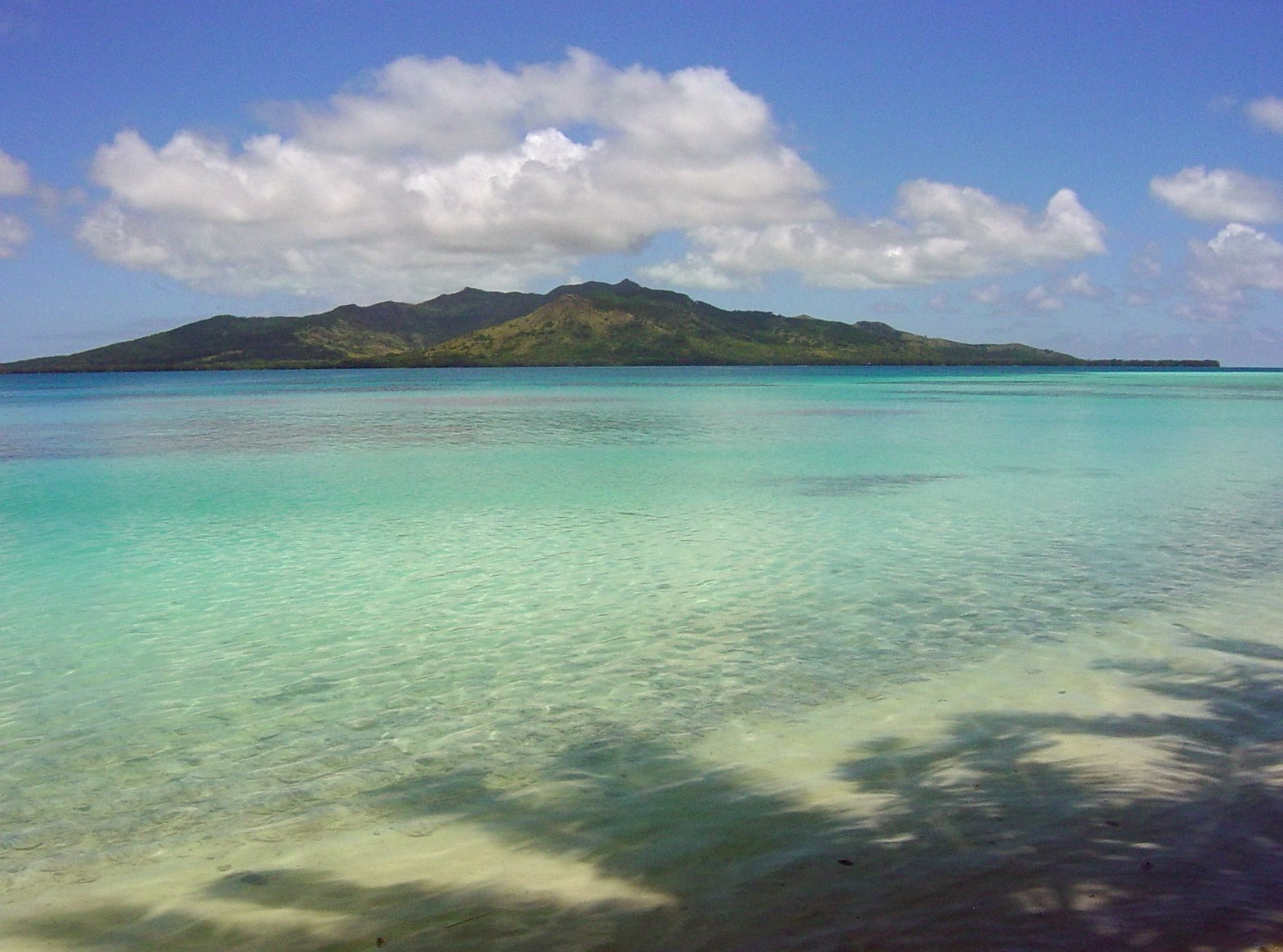
Tubuai, Îles Australes

## Économie
Quatre des cinq îles possèdent un aéroport et sont desservies de manière régulière par avion depuis Tahiti : Raivavae (depuis 2002), Tubuai, Rimatara (depuis 2007) et Rurutu. Rapa est la plus isolée des îles, ne pouvant être desservie que tous les deux ou trois mois par une navette maritime.
Tubuai et Raivavae ont une faible activité touristique. Rurutu est surtout fréquentée par des touristes durant la période de présence des baleines (de septembre à novembre) qui viennent mettre bas dans ses eaux. Tubuai est plus particulièrement connue pour ses deux sites historiques en lien avec les mutins de la Bounty, la Baie Sanglante et le Fort George.
L'activité la plus importante, en plus de la pêche, de l'artisanat (notamment la vannerie), de la culture vivrière et de l'élevage, est le maraîchage, facilité par un climat plus frais qu'à Tahiti vers laquelle est exportée une part importante de cette production maraîchère.

### Webographie
- Ressource relative aux beaux-arts :   - Grove Art Online
- Ressource relative à la musique :   - MusicBrainz
- Notices dans des dictionnaires ou encyclopédies généralistes :   - Britannica
  - Den Store Danske Encyklopædi
  - Gran Enciclopèdia Catalana
  - Store norske leksikon
- Notices d'autorité :   - VIAF
  - IdRef
  - LCCN
  - Israël
  - WorldCat